# فرودگاه محلی رد دیر
 فرودگاه محلی رد دیر (به انگلیسی: Red Deer Regional Airport) یک فرودگاه همگانی باربری با کد یاتا YQF است که یک باند فرود آسفالت دارد و طول باند آن ۱۰۵۱ متر است. این فرودگاه در کشور کانادا قرار دارد و در ارتفاع ۹۰۵ متری از سطح دریا واقع شده است.

## شرکت‌های هواپیمایی و مقصدهای پروازی
| شرکت‌های هواپیمایی  | مقصدهای پروازی |
| ------------------ | -------------- |
| Air Canada Express | کالگری         |